# Kaloran (Gemolong)
Kaloran is een bestuurslaag in het regentschap Sragen van de provincie Midden-Java, Indonesië. Kaloran telt 3413 inwoners (volkstelling 2010).